# 塔韋日尼亞
48°59′54″N 35°43′10″E / 48.99833°N 35.71944°E
塔韋日尼亞（烏克蘭語：Тавежня），是烏克蘭東部的村莊，隸屬哈爾科夫州的別列斯京區。該村始建於1887年，面積1.37平方公里，海拔高度142米，2001年人口299，人口密度每平方公里218.3人。